# Todo a su tiempo
Todo a su tiempo es el título del segundo álbum de estudio grabado por el cantautor puertorriqueño-estadounidense Marc Anthony lanzado al mercado por la empresa discográfica RMM Records el 30 de mayo de 1995. El álbum Todo a su tiempo fue producido por Sergio George y cuenta con 9 canciones, quien también estuvo comprometido con la producción del álbum debut de estudio del artista, Otra nota (1993). Se comprende de cinco nuevas composiciones de las cuales tres fueron compuestas por el cantautor panameño Omar Alfanno, mientras que cuatro temas son versiones; además se lanzaron ocho sencillos del disco que entraron en la lista Billboard Tropical Songs.
Todo a su tiempo entró en la sexta posición del conteo Billboard Latin Albums y debutó en el primer puesto en la lista Billboard Tropical Albums. Además, obtuvo elogios de los críticos por revolucionar el género de salsa. Recibió una nominación a un Grammy, un premio Billboard Latin Music y uno de Lo Nuestro. Dos años después, el álbum hizo historia como el primer álbum de salsa en recibir una certificación de oro por la Recording Industry Association of America (RIAA). Tras su lanzamiento, vendió más de 800.000 copias.

## Antecedentes
Tras el lanzamiento de su álbum debut, Otra nota, en 1993, Anthony continuó trabajando con el productor musical Sergio George para grabar Todo a su tiempo en los estudios Sound on Sound Studios y Quad Recording Studios de la ciudad de Nueva York. De acuerdo con George, Otra nota fue un álbum experimental y de bajo presupuesto, además le permitió a Anthony elegir su propio material y describió a la grabación como más «mezclada y agresiva», el intérprete opinó sobre su disco diciendo: «El álbum me llevó bastante tiempo, pero he aprendido que no puedes tener miedo del tiempo y de esperar. También he aprendido que hay un tiempo para todo, que es por lo que llamé al álbum Todo a su tiempo». George dejó RMM Records en 1999 para formar su propio estudio de grabación y no trabajó con Anthony hasta el lanzamiento de Valió la pena el 27 de julio de 2004.

## Composición y versiones

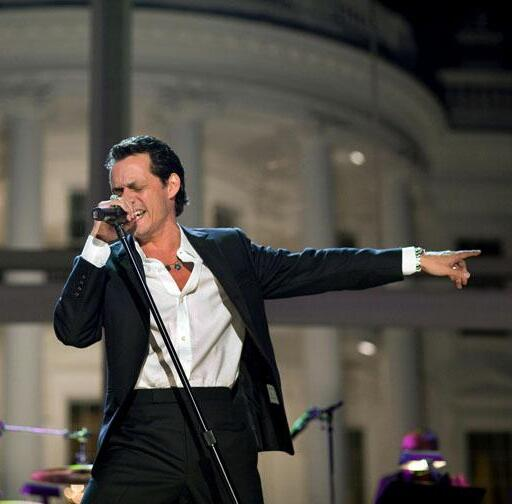
Marc Anthony durante una actuación en la Casa Blanca en 2009.

El álbum se compone de nueve temas, de los cuales, cuatro son versiones de canciones anteriormente grabadas por otros artistas. El compositor panameño, Omar Alfanno, compuso tres pistas del disco: «Te conozco bien», «Nadie como ella» y «Llegaste a mí». La balada romántica «Y sigues siendo tú» fue escrita por los compositores puertorriqueños Eduardo Reyes, Laura Reyes y Guadalupe García, mientras que «Vieja mesa» por el músico dominicano Víctor Víctor, este incorpora sonidos influenciados por los géneros bachata y bolero. «Se me sigue olvidando» fue interpretado en primera instancia por José Feliciano en su álbum, Te amaré (1986). «Por amar se da todo» fue interpretado originalmente por Danny Rivera, en su álbum del mismo título, Por amar se da todo (1983). Manny Delgado compuso el tema «Hasta ayer» para la banda de pop latino venezolana Los Terrícolas en 1979. En Todo a su tiempo, Anthony grabó la canción como un bolero. «Te amaré» fue compuesta por Ángel Ramírez Jr., miembro de The Barrio Boyzz, para su álbum, Donde quiera donde estés (1993).

## Comentarios de la crítica
Todo a su tiempo recibió elogios de los críticos. Evan Gutiérrez de Allmusic le dio cuatro estrellas y media sobre cinco, elogiándolo como un paso adelante sobre Otra nota. Describió a la voz del cantante como «aumentada» y «luminiscente». También mencionó que el álbum ha subido el listón para la música de salsa y finalizó la reseña denominándolo como «sin lugar a dudas, uno de los mejores discos de salsa de la década de los 90's». David Wilson y Alroy's Record sintieron al disco como una mejora de su último álbum y calificaron a los arreglos de George como «variados e interesantes». Se refirieron a «Por amar se da todo» como la canción que «no se acaba» y a «Nadie como ella» como «obvia, pero pegadiza». De la canción «Y sigues siendo tú», Wilson dijo que Anthony es «uno de los pocos cantantes masculinos actuales que realmente pueden hacerte creer en una balada ñoña». Achy Obejas de Chicago Tribune le dio cuatro estrellas y disfrutó como Anthony incorporó una variedad de sonidos, incluyendo los géneros hip-hop y R&B, con «buen uso». Se refirió a «Hasta ayer» como «una canción del ayer pero totalmente sorpresiva transformado por un canturreo conmovedor». Billboard mencionó a Anthony como «insertando su conmovedora voz de barítono en vívidas narraciones» y reconoció a «Nadie como ella» y «Se me sigue olvidando» como un «compás débil». Nestor Louis de Palo Salsero halló que las letras están «cargadas emocionalmente con autenticidad» y que la música es «excepcional», aunque indicó que el álbum a veces se sentía «un poco vacío y seco». Un escritor de Village Voice escribió que los temas fueron «nueve torbellinos, complejas melodías bailables».

## Desempeño comercial

### Álbum
En Estados Unidos, Todo a su tiempo se lanzó al mercado el 30 de mayo de 1995 y Sony Music se encargó hasta 1996 de distribuirlo, el cual Universal Music lo continuó lanzando. El álbum debutó en el sexto puesto en la lista Billboard Latin Albums en la semana del 17 de junio de 1995. En la misma semana, alcanzó el primer puesto en Billboard Tropical Albums y permaneció en esa posición por cinco semanas consecutivas. Un año después, el disco regresó al número uno en la lista, y lo mantuvo por un total de seis semanas no consecutivas. Asimismo, fue el tercer lanzamiento más vendido de un álbum tropical de 1996 en los Estados Unidos.
Durante la semana del 12 de abril de 1997, el disco se posicionó en el primer puesto del conteo y lo mantuvo por cuatro semanas. Tras dos años de su lanzamiento, pasó a ser el primer disco de salsa en recibir una certificación de oro por RIAA por ventas de 500 000 unidades. Además, vendió más de 800 000 copias hacia 2001.

### Sencillos
«Te conozco bien» es el primer sencillo del álbum, el cual se posicionó en el séptimo puesto en Billboard Latin Songs y se convirtió en el primer sencillo en el conteo Billboard Tropical Songs. Además, se mantuvo ocho semanas en lo alto de dicha lista y se lo llamó como la mejor canción tropical interpretada del año.
El segundo sencillo, «Se me sigue olvidando», alcanzó el sexto puesto en la de Latin Songs. Se convirtió en su segundo sencillo número uno en Billboard Tropical Songs; además de mantenerse seis semanas en lo alto de la lista. El tercer sencillo «Sigue siendo tú» se lanzó a finales de octubre de 1995. El cuarto, llamado «Nadie como ella», alcanzó el puesto número trece en Billboard Latin Songs y fue su tercer sencillo número uno en la lista Tropical Songs.
El quinto sencillo, «Te amaré», alcanzó el sexto puesto en el conteo de Latin Songs y se convirtió en su cuarto sencillo en obtener el primer puesto en Tropical Songs.
El sexto sencillo, «Llegaste a mí», obtuvo el puesto número once en la lista de Latin Songs y se mantuvo dos semanas en el conteo Billboard Tropical Songs como el primer puesto.
El séptimo sencillo «Hasta ayer» fue lanzado del álbum, alcanzó el sexto puesto en la de Latin Songs y en el primero en la de Tropical Songs por tres semanas. Mientras que la canción se presentaba como un bolero, el ejecutivo de RMM, Ralph Mercado, respondió a los sucesos del tema diciendo que Anthony no era únicamente un músico de salsa.
El octavo y penúltimo sencillo, «Por amar se da todo», alcanzó el puesto diecisiete en Billboard Latin Songs y en el primer puesto en la lista Billboard Tropical Songs., mientras que el noveno y último sencillo, «Vieja mesa», alcanzó el séptimo puesto en la de Tropical Songs.

## Galardones
Todo a su tiempo fue nominado para el Premio Grammy al Mejor Álbum Latino Tropical Tradicional en los 38°. edición de los Premios Grammy celebrados el miércoles 28 de febrero de 1996, pero perdió ante el álbum Abriendo puertas de Gloria Estefan. Luego, Anthony recibió dos premios en los Billboard Latin Music Awards en las categorías de Álbum del año tropical/salsa y Canción latina del año tropical/salsa por el tema «Te conozco bien». El año siguiente, recibió un premio Lo nuestro por Álbum tropical del año.

## Lista de canciones
| Todo a su tiempo |                         |                                                |          |  |
| N.º              | Título                  | Escritor(es)                                   | Duración |  |
| 1.               | «Se me sigue olvidando» | Rudy Pérez                                     | 4:54     |  |
| 2.               | «Te conozco bien»       | Omar Alfanno                                   | 5:16     |  |
| 3.               | «Hasta ayer»            | Manny Delgado                                  | 4:41     |  |
| 4.               | «Nadie como ella»       | Omar Alfanno                                   | 4:53     |  |
| 5.               | «Te amaré»              | Ángel Ramírez Jr.                              | 4:48     |  |
| 6.               | «Llegaste a mí»         | Omar Alfanno                                   | 4:58     |  |
| 7.               | «Y sigues siendo tú»    | Eduardo Reyes · Guadalupe García · Laura Reyes | 4:34     |  |
| 8.               | «Por amar se da todo»   | Salako                                         | 4:59     |  |
| 9.               | «Vieja mesa»            | Víctor Víctor                                  | 4:24     |  |
| 42:57            |                         |                                                |          |  |

## Lista de posicionamientos
| Lista (1995)                    | Mejor posición |
| ------------------------------- | -------------- |
| U.S. Billboard Top Latin Albums | 6              |
| U.S. Billboard Tropical Albums  | 1              |

### Certificación
| Estados Unidos |      |      |              |           |        |
| Estados Unidos | RIAA | 1997 | Disco de oro | 500 000 + | [ 23 ] |

### Sucesión y posicionamiento
| Predecesor: Merengue en la calle 8' 95 de Varios artistas | U.S. Billboard Tropical Albums — Álbum N°. 1 (Primera vuelta) 17 de junio de 1995 - 21 de julio de 1995        | Sucesor: Magia de Jerry Rivera              |
| Predecesor: Magia de Jerry Rivera                         | U.S. Billboard Tropical Albums — Álbum N°. 1 (Segunda vuelta) 12 de agosto de 1995 - 18 de agosto de 1995      | Sucesor: Magia de Jerry Rivera              |
| Predecesor: Abriendo puertas de Gloria Estefan            | U.S. Billboard Tropical Albums — Álbum N°. 1 (Tercera vuelta) 28 de septiembre de 1996 - 11 de octubre de 1996 | Sucesor: Mi tierra de Gloria Estefan        |
| Predecesor: Mi tierra de Gloria Estefan                   | U.S. Billboard Tropical Albums — Álbum N°. 1 (Cuarta vuelta) 19 de octubre de 1996 - 8 de noviembre de 1996    | Sucesor: Auténtico de Manny Manuel          |
| Predecesor: Merengón de Varios artistas                   | U.S. Billboard Tropical Albums — Álbum N°. 1 (Quinta vuelta) 12 de abril de 1997 - 9 de mayo de 1997           | Sucesor: Y es fácil de Los Hermanos Rosario |

## Historial de lanzamientos
| Región         | Fecha                   | Formato           | Discográfica           | Catálogo   |
| -------------- | ----------------------- | ----------------- | ---------------------- | ---------- |
| Estados Unidos | 30 de mayo de 1995      | CD, casete        | Soho Latino, Sony      |            |
| Estados Unidos | 5 de marzo de 1996      | CD, casete        | RMM Records            | B00000123U |
| Canadá         | 5 de marzo de 1996      | CD, casete        | RMM Records            | B00000123U |
| Reino Unido    | 11 de octubre de 1996   | CD, casete        | RMM Records            | B00000123U |
| Francia        | 7 de septiembre de 1999 | CD                | RMM Records            | B00004VM76 |
| Estados Unidos | 9 de septiembre de 2003 | CD, remasterizado | Universal Music Latino | B0000C3I32 |
| España         | 31 de enero de 2005     | CD, remasterizado | Universal Music        |            |

## Créditos y personal
Adaptado de Allmusic y créditos de Todo a su tiempo.

### Créditos de interpretación
- Bobby Allende – percusión
- Marc Anthony – coro, voz
- William Cepeda – trombón
- William Duval – coro
- Ángel Fernández – arreglo, trompeta
- Sergio George – arreglo, coro, teclado, piano, productor musical
- Ite Jeres – trompeta
- Lewis Kahn – trombón, violín
- Luis López – trombón
- Marc Quiñones – percusión
- Luis Quintero – percusión
- Piro Rodriguez – trompeta
- Rubén Rodríguez – guitarra baja
- Bernd Shoenhart – guitarra acústica

### Créditos técnicos
- Gabriela Anders – ruido, efectos de sonido
- Daniel Hastings – fotografía del cartel, concepto del álbum, dirección de arte, fotografía
- Miguel Rivera – dirección de arte, concepto, diseño gráfico
- Charlie Dos Santos – ingeniería de sonido, mezcla
- Rich Davis – coordinación de producción
- Antionette Hamilton – estilista, maquillaje
- David Lescoe – ingeniería de sonido
- Ralph Mercado – productor ejecutivo
- Julio Peña – ingeniería de sonido
- Kurt Upper – mezcla